# Заячье (Крым)
За́ячье (до 1948 года Сака́в; укр. Заяче, крымскотат. Saqav, Сакъав) — исчезнувшее село в Бахчисарайском районе (Автономной) Республики Крым. Относилось к Плодовскому сельсовету.

## География
Село находилось в северо-западной части района, на Внешней гряде Крымских гор в верховьях балки Сакав, левого притока Альмы, в 2 километрах к северу от Репино.

### Динамика численности населения
| - 1805 год — 77 чел. - 1864 год — 87 чел. - 1886 год — 97 чел. - 1889 год — 138 чел. | - 1892 год — 107 чел. - 1902 год — 126 чел. - 1915 год — 128/44чел. - 1926 год — 155 чел. |

## История
Впервые название встречается в Камеральном Описании Крыма 1784 года, как деревня Бахчисарайского кадылыка Бахчисарайского же каймаканства Софу. После присоединения Крыма к России (8) 19 апреля 1783 года, (8) 19 февраля 1784 года, именным указом Екатерины II сенату, на территории бывшего Крымского Ханства была образована Таврическая область и деревня была приписана к Симферопольскому уезду. После Павловских реформ, с 1796 по 1802 год, входила в Акмечетский уезд Новороссийской губернии. По новому административному делению, после создания 8 (20) октября 1802 года Таврической губернии, деревня была включена в Актачинскую волость Симферопольского уезда.
По Ведомости о всех селениях в Симферопольском уезде состоящих с показанием в которой волости сколько числом дворов и душ… от 9 октября 1805 года, в деревне Сакав в 14 дворах числилось 77 жителей крымских татар, а земля принадлежала Хаджи-Бею Яшлавскому. Правда, на военно-топографической карте генерал-майора Мухина 1817 года деревня не обозначена, но, после реформы волостного деления 1829 года Сакав, согласно «Ведомости о казённых волостях Таврической губернии 1829 года» отнесли к Яшлавской волости (переименованной из Актачинской). На карте 1842 года в Сакаве записаны 24 двора и обозначена мечеть.
В 1860-х годах, после земской реформы Александра II, деревню приписали к Мангушской волости. Согласно «Списку населённых мест Таврической губернии по сведениям 1864 года», составленному по результатам VIII ревизии 1864 года, Сакав — общинная татарская деревня, с 11 дворами, 87 жителями и мечетью при источнике безъименном. По обследованиям профессора А. Н. Козловского начала 1860-х годов, в селении имелись колодцы с пресной водой глубиной до 5 сажени, а также жители пользовались водой из многочисленных родников. На трёхверстовой карте 1865—1876 года обозначено 20 дворов. На 1886 год в деревне Саков, согласно справочнику «Волости и важнѣйшія селенія Европейской Россіи», проживало 97 человек в 18 домохозяйствах, действовала мечеть. X ревизия 1887 года, сведения которой собраны в Памятной книге Таврической губернии 1889 года зафиксировала в деревне 25 дворов и 138 жителей, как и на карте 1890 года, где уточнено, что население исключительно крымскотатарское.
После земской реформы 1890-х годов деревню передали в состав новой Тав-Бодракской волости. По «…Памятной книжке Таврической губернии на 1892 год» в деревне Сакав, входившей в Биюк-Яшлавское сельское общество, числилось 107 жителей в 21 домохозяйстве. По «…Памятной книжке Таврической губернии на 1902 год» в деревне Сакав, также входившей в Биюк-Яшлавское сельское общество, числилось 126 жителей в 19 домохозяйствах, на общинной земле. В 1912 году в Сакаве было построено новое здание мектеба, следовательно, начальная мусульманская школа существовала и ранее. По Статистическому справочнику Таврической губернии. Ч.II-я. Статистический очерк, выпуск шестой Симферопольский уезд, 1915 год, в деревне Сакав Тав-Бодракской волости Симферопольского уезда числилось 34 двора с татарским населением в количестве 128 человек приписных жителей" и 24 человек «посторонних». В общем владении было 400 десятин земли. 30 дворов были с землёй, 4 — безземельные. В хозяйствах имелось 60 лошадей, 12 волов, 30 коров, 10 телят и жеребят и 1116 голов мелкого скота.
После установления в Крыму Советской власти, по постановлению Крымревкома от 8 января 1921 года была упразднена волостная система и село вошло в состав Бахчисарайского района Симферопольского уезда (округа), а в 1922 году уезды получили название округов. 11 октября 1923 года, согласно постановлению ВЦИК, в административное деление Крымской АССР были внесены изменения, в результате которых был создан Бахчисарайский район и село включили в его состав. Согласно Списку населённых пунктов Крымской АССР по Всесоюзной переписи 17 декабря 1926 года, в селе Саков, Биюк-Яшлавского сельсовета Бахчисарайского района, числилось 32 двора, из них 31 крестьянский, население составляло 155 человек (73 мужчины и 82 женщины), все татары, действовала татарская школа.
В 1944 году, после освобождения Крыма от фашистов, согласно Постановлению ГКО № 5859 от 11 мая 1944 года, 18 мая крымские татары были депортированы в Среднюю Азию. 12 августа 1944 года было принято постановление № ГОКО-6372с «О переселении колхозников в районы Крыма», по которому в район из Орловской и Брянской областей РСФСР переселялись 6000 колхозников и в сентябре 1944 года в район приехали первые новосёлы (2146 семей) из Орловской и Брянской областей РСФСР, а в начале 1950-х годов последовала вторая волна переселенцев из различных областей Украины. С 25 июня 1946 года Сакав в составе Крымской области РСФСР. Указом Президиума Верховного Совета РСФСР от 18 мая 1948 года, село Сакав переименовали в Заячье. 26 апреля 1954 года Крымская область была передана из состава РСФСР в состав УССР. На 15 июня 1960 года село числилось в составе Плодовского сельсовета. К 1968 году село, к тому времени относившееся также в Плодовскому сельсовету, было расселено и исключено из списка населённых пунктов.